# 12468 Zachotín
12468 Zachotín eller 1997 AE18 är en asteroid i huvudbältet som upptäcktes den 14 januari 1997 av den tjeckiske astronomen Lenka Kotková vid Ondřejov-observatoriet. Den är uppkallad efter den tjeckiska orten Zachotín.
Asteroiden har en diameter på ungefär 3 kilometer.